# Aleochara sallaei
Aleochara sallaei är en skalbaggsart som beskrevs av Sharp 1883. Aleochara sallaei ingår i släktet Aleochara och familjen kortvingar. Inga underarter finns listade i Catalogue of Life.